# Ластики (роман)
«Ластики» (фр. „Les Gommes“) — роман французского писателя и режиссёра Алена Роб-Грийе, опубликованный впервые парижским издательством «Минюи» в 1953 году.
Эта книга стала первой публикацией писателя. Роман написан в экспериментальной манере нового романа. Критика не придала роману особого значения. По форме роман представляет собой пародию на классический детектив. В повествовании присутствуют все характерные приметы этого жанра: убийство, расследование, которое ведёт сыщик, свидетели, вещественные доказательства.

## Синопсис
Действие происходит в небольшом провинциальном приморском городе во Франции. Расследуется неудавшееся покушение на некоего общественного деятеля, ученого Дюпона. По ходу романа возникает недоразумение, связанное с тем, что одни персонажи считают, что покушение удалось, а другие уверены в обратном. Неясны мотивы покушения. Сам Дюпон, получив легкое ранение, скрывается. Следователь Уоллес, совершая ряд вполне логичных, но, вместе с тем, совершенно бессмысленных действий, в конце концов случайно убивает Дюпона ровно в той же самой обстановке, в какой происходило неудавшееся покушение.

## Экранизация
В 1968 году бельгийский режиссер и сценарист Люсьен Деруази снял по роману Роб-Грийе одноимённый фильм. Лента была представлена на «Двухнедельнике режиссёров», параллельно с отбором на Каннском фестивале 1969, также она была отобрана на фестивале в Йере. Во Франции фильм вышел в прокат 12 января 1972 года получил только 752 показа в кинотеатрах.